# ボイシ市長
ボイシ市長（英語: mayor of Boise）は、アメリカ合衆国アイダホ州ボイシの首長（市長）。
当初、任期は1年であり、1881年に2年、1965年に4年に延長された。

## 一覧
| 氏名                             | 任期             |
| -------------------------------- | ---------------- |
| ヘンリー・E・プリケット          | 1867年 - 1868年  |
| トーマス・B・ハート              | 1868年 - 1869年  |
| チャールズ・ヒムロッド           | 1869年 - 1872年* |
| ジョージ・H・トゥウィッチェル    | 1872年 - 1873年  |
| トーマス・E・ローガン            | 1873年 - 1875年  |
| ジョン・レンプ                   | 1875年 - 1876年  |
| トーマス・E・ローガン            | 1876年 - 1878年  |
| チャールズ・ヒムロッド           | 1878年 - 1879年  |
| サイラス・Y・ジェイコブズ        | 1879年 - 1880年  |
| チャールズ・P・バルダーバック    | 1880年 - 1881年  |
| ジェームズ・ピニー               | 1881年 - 1885年  |
| ソル・ハズブルック               | 1885年           |
| ジェームズ・W・ヒューストン      | 1885年 - 1887年  |
| ピーター・J・ペフリー            | 1887年 - 1889年  |
| ジェームズ・ピニー               | 1889年 - 1893年  |
| ピーター・ソナ                   | 1893年 - 1895年  |
| W・E・ピアース                   | 1895年 - 1897年  |
| モーゼス・アレクサンダー         | 1897年 - 1899年  |
| J・H・リチャーズ                 | 1899年 - 1901年  |
| モーゼス・アレクサンダー         | 1901年 - 1903年  |
| ジェームズ・H・ホーリー          | 1903年 - 1905年  |
| ジェームズ・ピニー               | 1905年 - 1907年  |
| ジョン・M・ヘインズ              | 1907年 - 1909年  |
| J・T・ペンス                     | 1909年 - 1911年  |
| ハリー・フリッチマン             | 1911年 - 1912年  |
| アーサー・ホッジス               | 1912年 - 1915年  |
| J・W・ロビンソン                 | 1915年 - 1916年  |
| S・H・ヘイズ                     | 1916年 - 1919年  |
| アーネスト・G・イーグルスン      | 1919年 - 1921年  |
| ユージン・B・シャーマン          | 1921年 - 1925年  |
| アーネスト・G・イーグルスン      | 1925年 - 1927年  |
| ハーバート・F・レンプ            | 1927年           |
| ウォルター・F・ハンセン          | 1927年 - 1929年  |
| ジェームス・P・ポープ            | 1929年 - 1933年  |
| ロス・キャディ                   | 1933年           |
| J・J・マッキュー                 | 1933-1935        |
| バイロン・E・ハイアット          | 1935年 - 1936年  |
| J・L・エドルフセン               | 1936年 - 1939年  |
| ジェームズ・L・ストレイト        | 1939年 - 1941年  |
| H・W・ウィルロック               | 1941年 - 1942年  |
| オースティン・ウォーカー         | 1942年 - 1945年  |
| サム・S・グリフィン              | 1945年 - 1946年  |
| H・W・ウィルロック               | 1946年 - 1947年  |
| ポッター・P・ハワード            | 1947年 - 1951年  |
| R・E・エドルフセン               | 1951年 - 1959年  |
| ロバート・L・デイ                | 1959年 - 1961年  |
| ユージン・R・シェルワース        | 1961年 - 1965年  |
| ジェイ・S・アミックス            | 1966年 - 1974年  |
| リチャード・B・アードリー        | 1974年 - 1986年  |
| ダーク・ケンプソーン             | 1986年 - 1993年  |
| H・ブレント・コールズ            | 1993年 - 2003年  |
| キャロリン・ターテリング＝ペイン | 2003年 - 2004年  |
| デイヴィッド・H・ビーター        | 2004年 - 2020年  |
| ローレン・マクリーン             | 2020年 - 現在    |